# Kwon Hyuk
Kwon Hyuk (en hangul, 권혁), es un actor y modelo surcoreano.

## Biografía
Estudió turismo en la Universidad Kyonggi (경기대학교).

## Carrera
Es miembro de la agencia Studio & NEW Management (Studio & NEW) desde 2018.
Ha aparecido como modelo para videos promocionales de Hyundai Sonata N Line, Samsung QLED, Samsung Fire & Marine Insurance, Korea Centers for Disease Control and Prevention, SMEG Brand Film and KDB Development Bank, KT Membership Shopping Discount, KT Galaxy Note 9 y HUG Housing City Fund.
En 2020 apareció como invitado en la serie Graceful Friends donde interpretó a Ahn Goong-chul, papel que interpretó el actor Yoo Jun-sang de adulto.
En enero de 2021 se unió al elenco principal de la serie A Good Supper donde dio vida a Park Jung-hoon, un hombre que vive con el objetivo de ingresar a la escuela de medicina, pensando que estudiar es la única forma de salir de su miserable vida rural.

## Filmografía

### Series de televisión
| Año  | Título               | Personaje                 | Notas           | Ref.  |
| ---- | -------------------- | ------------------------- | --------------- | ----- |
| 2018 | Big Forest           | -                         |                 |       |
| 2018 | Where Stars Land     | -                         |                 |       |
| 2018 | Top Star U-back      | Min-hyeok                 |                 |       |
| 2020 | Graceful Friends     | Ahn Goong-chul (de joven) | Invitado        | [ 4 ] |
| 2021 | A Good Supper        | Park Jung-hoon            | 120 episodios   |       |
| 2022 | Tomorrow             | Padre de Choi Joon-woon   | Invitado, ep. 4 |       |
| 2023 | Payback              | Lee Su-dong               |                 | [ 5 ] |
| 2024 | The Tyrant           | Cocodrilo 2               |                 | [ 6 ] |
| 2024 | Love in the Big City | Kim Nam-gyu               | Serie web       | [ 7 ] |

### Películas
| Año  | Título        | Personaje  | Notas |
| ---- | ------------- | ---------- | ----- |
| 2022 | The Hotel     | Seung Hoon |       |
| 2023 | The Point Men | Secretario |       |

### Aparición en videos musicales
| Año  | Intérprete | Canción                    | Notas |
| ---- | ---------- | -------------------------- | ----- |
| 2018 | Seong-soo  | "Somebody’s Tale - Winter" | [ 8 ] |

### Anuncios
- 2020: Samsung Fire & Marine Insurance.
- 2019: Center for Disease Control and Public Affairs.
- 2019: SMEG Brand Film.
- 2019: KDB Industrial Bank.
- 2018: KT Membership Shopping Discount.
- 2018: KT Galaxy Note 9.
- 2018: HUG Housing Subscription Fund.

## Premios y nominaciones
| Año  | Categoría                                | Premios         | Trabajo       | Resultado |
| ---- | ---------------------------------------- | --------------- | ------------- | --------- |
| 2021 | Excellence Award, Actor in a Short Drama | MBC Drama Award | A Good Supper | Nominado  |